# Sântimbru (Alba)
Sântimbru oder Sîntimbru [sɨnˈtimbru] (deutsch Emerichsdorf, ungarisch Marosszentimre) ist eine rumänische Gemeinde im Kreis Alba in der Region Siebenbürgen.
Der Ort Sântimbru ist auch unter den deutschen Bezeichnungen Emrichsdorf oder Sankt Emerich und der ungarischen Szentimre bekannt.

## Geographische Lage

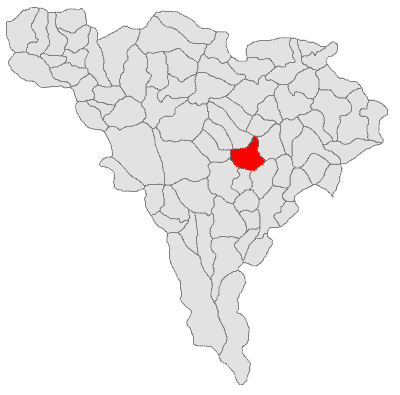
Lage der Gemeinde Sântimbru im Kreis Alba

Die Gemeinde liegt im Westen Siebenbürgens, am rechten Ufer des Mureș (Mieresch) im Zentrum des Kreises Alba. An der Bahnstrecke Alba Iulia–Târgu Mureș und am Drum național 1, befindet sich der Ort Sântimbru 8 Kilometer nördlich von der Kreishauptstadt Alba Iulia (Karlsburg) entfernt.

## Geschichte
Der Ort Sântimbru, eine ehemalige siebenbürgisch-sächsische Siedlung – seit dem 15. Jahrhundert von Rumänen und Ungarn bewohnt – wurde erstmals (nach unterschiedlichen Angaben) 1238 unter der Bezeichnung villa Sancti Emerici (Szent Imre), oder 1270 unter Sancto Emerico (1332 unter Zentemereh, 1365 unter villa Zentemeryh, 1808 unter Szint Imbru, 1850 unter Szint Imbru, Sankt Emerich, 1854 unter Szent-Imra) urkundlich erwähnt.
Am 18. März 1442 kam es auf dem Gebiet der Gemeinde zu Kämpfen zwischen dem türkischen Heer unter Mesid Begs und dem von Johann Hunyadi. In dieser von Hunyadi verlorenen Schlacht fielen auch Ioan Iles (Ioan cel Tânăr) – Hunyadis Bruder – und Bischof Georg Lépes.

## Bevölkerung
Die Bevölkerung der Gemeinde entwickelte sich wie folgt:
| 1850 | 2.304 | 2.131 | 35  | -  | 138           |
| 1900 | 2.960 | 2.861 | 83  | 10 | 6             |
| 1941 | 3.565 | 3.310 | 140 | 21 | 94            |
| 1992 | 2.661 | 2.578 | 35  | 3  | 45            |
| 2002 | 2.740 | 2.664 | 27  | -  | 49            |
| 2011 | 2.723 | 2.578 | 21  | -  | 124           |
| 2021 | 3.032 | 2.774 | 13  | -  | 245 (86 Roma) |

Die höchste Einwohnerzahl der heutigen Gemeinde wurde 1941 ermittelt. Die höchste Bevölkerungszahl der Rumänen (3346) wurde 1956, der Deutschen (36) 1930, der Ungarn (176) 1930 und die der Roma (118) 1850 registriert. Darüber hinaus bezeichneten sich 1930 zwei Einwohner als Slowaken, 1900, 1930 und 1966 jeweils einer als Serbe, 1966 zwei und 2002 einer als Ukrainer.

## Sehenswürdigkeiten
- Die reformierte Kirche, eine ehemalige Kirche der Siebenbürger Sachsen, später eine rumänisch-unierte Kirche, im 13. Jahrhundert errichtet. 1442 wurde die romanische Kirche von Johann Hunyadi zum Andenken an seinen – in der verlorenen Schlacht gegen die Türken – gefallenen Bruder, in eine gotische Form restauriert. In einem desolaten Zustand befindlich, steht die Kirche heute unter Denkmalschutz.[8]
- Das Ethnographische Museum Samoilă Mârza - Fotograful Unirii („Samoilă Mârza - Fotograf der Vereinigung“) und die Büste von Samoilă Mârza.

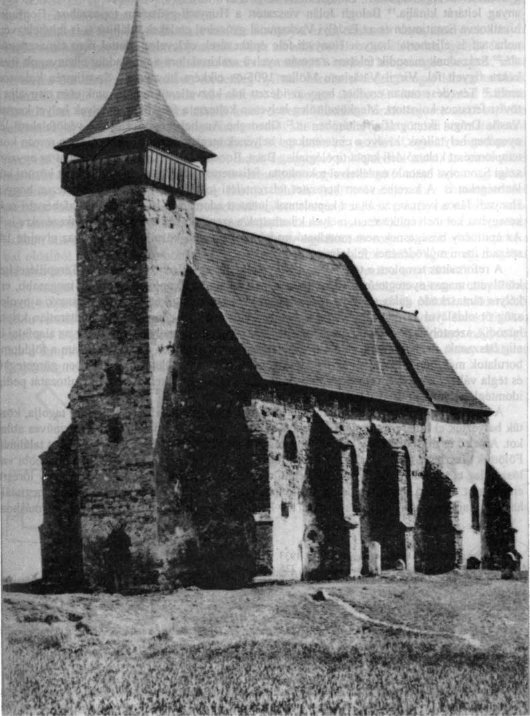
Die reformierte Kirche 1905
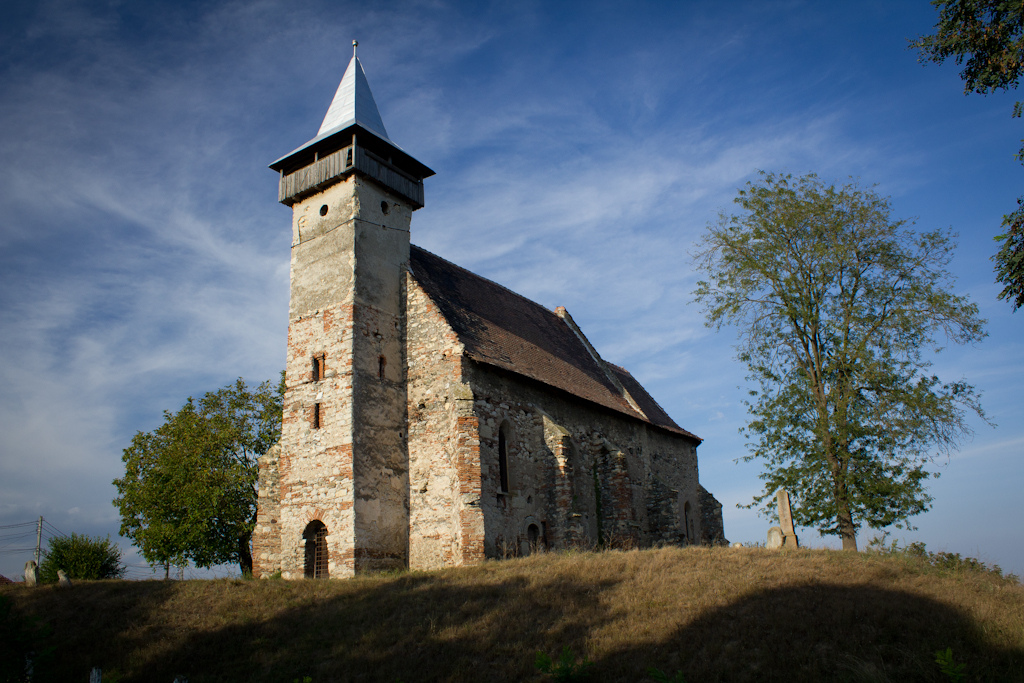
… 2011

## Persönlichkeiten
- Samoilă Mârza (1886–1967), geboren in Galtiu (Hahnendorf), war Fotograf (… auch der Großen Nationalversammlung von 1918 in Alba Iulia).[9]